# 新界區內及來往九龍巴士路線列表
以下為香港專營巴士行走新界區內（不包括大嶼山）及來往九龍的巴士路線列表，路線分別由九巴、城巴及嶼巴經營。

## 路線編號
| 編號         | 路線               | 路線                               | 路線                       | 經營公司 | 備註                                                                     |
| ------------ | ------------------ | ---------------------------------- | -------------------------- | -------- | ------------------------------------------------------------------------ |
| 30           | 荃威花園           | ↔                                  | 長沙灣                     | 九巴     |                                                                          |
| 30X          | 荃威花園           | ↔                                  | 黃埔花園                   | 九巴     |                                                                          |
| 31           | 荃灣西站           | ↺                                  | 石籬                       | 九巴     | 循環線                                                                   |
| 31A          | 葵涌邨             | →                                  | 石籬（大隴街）             | 九巴     | 只於星期一至五上課時間服務（假期除外）                                   |
| 31B          | 石籬（大隴街）     | ↔                                  | 奧運站                     | 九巴     |                                                                          |
| 31M          | 石籬（梨貝街）     | ↔                                  | 葵芳站                     | 九巴     |                                                                          |
| 31P          | 石籬商場           | →                                  | 葵芳站                     | 九巴     | 只於星期一至五早上繁忙時間服務（假期除外）                               |
| 32           | 石圍角             | ↔                                  | 奧運站                     | 九巴     |                                                                          |
| 32H          | 象山               | ↔                                  | 荔枝角                     | 九巴     |                                                                          |
| 32M          | 葵芳站             | ↺                                  | 象山                       | 九巴     | 循環線                                                                   |
| 33           | 荃灣西站           | ↔                                  | 油塘                       | 九巴     | 只於星期一至五服務（假期除外）                                           |
| 33A          | 荃灣（如心廣場）   | ↔                                  | 旺角（柏景灣）             | 九巴     |                                                                          |
| 33B          | 荃灣西站           | ↔                                  | 油塘                       | 九巴     | 只於星期六、日及公眾假期服務                                             |
| 33R          | 荃灣（愉景新城）   | ↔                                  | 北潭涌                     | 九巴     | 只於星期六、日及公眾假期服務                                             |
| 34           | 灣景花園           | ↔                                  | 葵盛（中）                 | 九巴     |                                                                          |
| 34M          | 灣景花園           | ↺                                  | 荃灣站                     | 九巴     | 循環線                                                                   |
| 35A          | 安蔭               | ↔                                  | 尖沙咀東                   | 九巴     |                                                                          |
| 35X          | 安蔭               | ↔                                  | 尖沙咀東                   | 九巴     | 只於平日繁忙時間服務（假期除外）                                         |
| 36           | 荃灣西站           | ↺                                  | 梨木樹                     | 九巴     | 循環線                                                                   |
| 36A          | 梨木樹             | ↺                                  | 長沙灣（海達邨）           | 九巴     | 循環線                                                                   |
| 36B          | 梨木樹             | ↔                                  | 佐敦（西九龍站）           | 九巴     |                                                                          |
| 36M          | 梨木樹             | ↔                                  | 葵芳站                     | 九巴     |                                                                          |
| 36X          | 梨木樹             | ↔                                  | 尖沙咀東（麼地道）         | 九巴     | 只於星期一至五繁忙時間服務（假期除外）                                   |
| 37           | 葵盛（中）         | ↔                                  | 奧運站                     | 九巴     |                                                                          |
| 37M          | 葵興站             | ↺                                  | 葵盛（中）                 | 九巴     | 循環線                                                                   |
| 37X          | 葵涌邨             | →                                  | 油麻地                     | 九巴     | 只於星期一至五早上繁忙時間服務（假期除外）                               |
| 38           | 葵盛（東）         | ↔                                  | 平田                       | 九巴     |                                                                          |
| 38A          | 海濱花園           | ↔                                  | 美孚                       | 九巴     |                                                                          |
| 38B          | 海濱花園           | ↔                                  | 碩門邨                     | 九巴     | 只於星期一至五繁忙時間服務（假期除外）                                   |
| 38P          | 葵盛（中）         | ↔                                  | 平田                       | 九巴     | 只於星期一至五繁忙時間服務（假期除外）                                   |
| 39A          | 荃灣西站           | ↺                                  | 荃威花園                   | 九巴     | 循環線                                                                   |
| 39M          | 荃灣站             | ↺                                  | 荃威花園                   | 九巴     | 循環線                                                                   |
| 40           | 荃灣（麗城花園）   | ↔                                  | 麗港城                     | 九巴     |                                                                          |
| 40A          | 葵興站             | →                                  | 平田                       | 九巴     | 只於星期一至五晚間繁忙時間服務（假期除外）                               |
| 40B          | 葵涌邨             | →                                  | 平田                       | 九巴     | 只於星期一至五早上繁忙時間服務 （假期除外）                              |
| 40E          | 馬鞍山（泥涌）     | →                                  | 葵芳邨                     | 九巴     | 只於星期一至五早上繁忙時間服務 （假期除外）                              |
| 40E          | 葵芳（南）         | →                                  | 馬鞍山（泥涌）             | 九巴     | 只於星期一至五晚間繁忙時間服務（假期除外）                               |
| 40P          | 荃灣（如心廣場）   | ↔                                  | 觀塘碼頭                   | 九巴     |                                                                          |
| 40X          | 烏溪沙站           | ↔                                  | 葵涌邨                     | 九巴     |                                                                          |
| 40X          | 烏溪沙站           | →                                  | 葵芳（南）                 | 九巴     | 特別班次，只於平日早上繁忙時間服務（假期除外）                           |
| 41A          | 青衣（長安邨）     | ↔                                  | 尖沙咀東                   | 九巴     |                                                                          |
| 41M          | 青衣碼頭           | ↔                                  | 荃灣站                     | 九巴     |                                                                          |
| 42           | 青衣（長康邨）     | ↔                                  | 順利                       | 九巴     |                                                                          |
| 42A          | 青衣（長亨邨）     | ↔                                  | 佐敦（西九龍站）           | 九巴     |                                                                          |
| 42C          | 青衣（長亨邨）     | ↔                                  | 藍田站                     | 九巴     |                                                                          |
| 42M          | 青衣（長宏邨）     | ↔                                  | 荃灣（愉景新城）           | 九巴     |                                                                          |
| 43           | 青衣（長康邨）     | ↔                                  | 荃灣西站                   | 九巴     |                                                                          |
| 43A          | 青衣（長宏邨）     | ↔                                  | 石籬（大隴街）             | 九巴     |                                                                          |
| 43B          | 青衣（長青邨）     | ↔                                  | 荃灣西站                   | 九巴     |                                                                          |
| 43C          | 青衣（長康邨）     | →                                  | 維港灣                     | 九巴     | 只於平日早上繁忙時間服務（假期除外）                                     |
| 43C          | 維港灣             | →                                  | 青衣（長亨邨）             | 九巴     | 只於平日晚間繁忙時間服務（假期除外）                                     |
| 43D          | 青衣（長宏邨）     | →                                  | 葵盛圍                     | 九巴     | 只於星期一至五上課時間服務（假期除外）                                   |
| 43M          | 葵芳站             | ↺                                  | 青衣（長青邨）             | 九巴     | 循環線                                                                   |
| 43P          | 荃灣西站           | ↔                                  | 香港科學園                 | 九巴     | 只於平日繁忙時間服務（假期除外）                                         |
| 43S          | 葵涌（石蔭）       | ↔                                  | 香港科學園                 | 九巴     | 只於星期一至五繁忙時間服務（假期除外）                                   |
| 43X          | 荃灣西站           | ↔                                  | 耀安                       | 九巴     |                                                                          |
| 44           | 青衣邨             | ↔                                  | 旺角東站                   | 九巴     |                                                                          |
| 44M          | 青衣站             | ↔                                  | 葵涌邨                     | 九巴     |                                                                          |
| 44M          | 青衣（長安邨）     | →                                  | 葵興站                     | 九巴     | 特別班次，只於平日早上繁忙時間服務（假期除外）                           |
| 45           | 麗瑤               | ↔                                  | 九龍城碼頭                 | 九巴     |                                                                          |
| 46           | 麗瑤               | ↔                                  | 佐敦（西九龍站）           | 九巴     |                                                                          |
| 46P          | 美田               | ↔                                  | 葵芳站                     | 九巴     | 只於平日繁忙時間服務（假期除外）                                         |
| 46S          | 顯徑               | ↔                                  | 荃灣（如心廣場）           | 九巴     | 只於星期一至五繁忙時間服務（假期除外）                                   |
| 46X          | 顯徑               | ↔                                  | 美孚                       | 九巴     |                                                                          |
| 47A          | 沙田（水泉澳）     | ↔                                  | 葵芳（南）                 | 九巴     |                                                                          |
| 47X          | 葵盛（東）         | ↔                                  | 秦石                       | 九巴     |                                                                          |
| 47X          | 新田圍             | →                                  | 葵盛（東）                 | 九巴     | 特別班次，只於平日早上繁忙時間服務（假期除外）                           |
| 48P          | 青龍頭             | ↔                                  | 火炭（駿洋邨）             | 九巴     | 只於星期一至五繁忙時間服務（假期除外）                                   |
| 48X          | 灣景花園           | ↔                                  | 禾輋                       | 九巴     |                                                                          |
| 49           | 青富苑             | ↔                                  | 將軍澳工業邨               | 九巴     | 只於星期一至五繁忙時間服務（假期除外）                                   |
| 49A          | 青富苑             | ↔                                  | 荃灣西站                   | 九巴     | 只於星期一至五繁忙時間服務（假期除外）                                   |
| 49M          | 青富苑             | ↺                                  | 青衣站                     | 九巴     | 循環線                                                                   |
| 49P          | 沙田市中心         | →                                  | 青衣碼頭                   | 九巴     | 只於平日晚間繁忙時間服務（假期除外）                                     |
| 49X          | 廣源               | ↔                                  | 青衣碼頭                   | 九巴     |                                                                          |
| 49X          | 碩門邨             | →                                  | 青衣碼頭                   | 九巴     | 特別班次，只於平日早上繁忙時間服務（假期除外）                           |
| 50           | 屯門（菁田邨）     | ↔                                  | 九龍站                     | 城巴     |                                                                          |
| 50M          | 屯門（和田邨）     | ↺                                  | 屯門站                     | 城巴     | 循環線                                                                   |
| 51           | 荃灣（如心廣場）   | ↺                                  | 上村                       | 九巴     | 循環線                                                                   |
| 52P          | 掃管笏             | →                                  | 旺角（柏景灣）             | 九巴     | 只於星期一至五早上繁忙時間服務（假期除外）                               |
| 52X          | 屯門市中心         | ↔                                  | 旺角（柏景灣）             | 九巴     |                                                                          |
| 53           | 元朗站             | ↔                                  | 荃灣（如心廣場）           | 九巴     |                                                                          |
| 54           | 元朗（西）         | ↺                                  | 上村                       | 九巴     | 循環線                                                                   |
| 55           | 屯門（菁田邨）     | ↔                                  | 觀塘碼頭                   | 城巴     | 只於星期一至五繁忙時間服務（假期除外）                                   |
| 56           | 屯門（菁田邨）     | ↔                                  | 上水（天平邨）             | 城巴     | 只於星期一至五非繁忙時間及假日服務                                       |
| 56A          | 屯門（菁田邨）     | ↔                                  | 粉嶺（皇后山）             | 城巴     | 只於星期一至五繁忙時間服務（假期除外）                                   |
| 57M          | 屯門（山景邨）     | ↔                                  | 荔景（北）                 | 九巴     |                                                                          |
| 58M          | 屯門（良景邨）     | ↔                                  | 葵芳站                     | 九巴     |                                                                          |
| 58M          | 屯門（寶田邨）     | →                                  | 葵芳站                     | 九巴     | 特別班次，只於平日早上繁忙時間服務（假期除外）                           |
| 58M          | 屯門（建生邨）     | →                                  | 葵芳站                     | 九巴     | 特別班次，只於平日早上繁忙時間服務（假期除外）                           |
| 58P          | 葵芳站             | →                                  | 田景邨（田裕樓）           | 九巴     | 只於平日晚間繁忙時間服務（假期除外）                                     |
| 58X          | 屯門（良景邨）     | ↔                                  | 旺角東站                   | 九巴     |                                                                          |
| 58X          | 屯門（建生邨）     | →                                  | 旺角東站                   | 九巴     | 特別班次，只於早上繁忙時間服務                                           |
| 59A          | 屯門碼頭           | ↔                                  | 葵芳（葵翠邨）             | 九巴     | 只於平日繁忙時間單向服務及平日非繁忙時間雙向服務（假期除外）             |
| 59M          | 屯門碼頭           | ↔                                  | 荃灣站                     | 九巴     |                                                                          |
| 59M          | 新屯門中心         | →                                  | 荃灣站                     | 九巴     | 特別班次，只於平日早上繁忙時間服務                                       |
| 59M          | 悅湖山莊           | →                                  | 荃灣站                     | 九巴     | 特別班次，只於平日早上繁忙時間服務                                       |
| 59X          | 屯門碼頭           | ↔                                  | 旺角東站                   | 九巴     |                                                                          |
| 59X          | 新屯門中心         | →                                  | 旺角東站                   | 九巴     | 特別班次，只於平日早上繁忙時間服務                                       |
| 59X          | 龍門居             | →                                  | 旺角東站                   | 九巴     | 特別班次，只於平日早上繁忙時間服務                                       |
| 60M          | 屯門站             | ↔                                  | 荃灣站                     | 九巴     |                                                                          |
| 60X          | 屯門市中心         | ↔                                  | 佐敦（西九龍站）           | 九巴     |                                                                          |
| 61A          | 友愛（南）         | →                                  | 屯門公路轉車站（巿區方向） | 九巴     | 只於平日早上繁忙時間服務（假期除外）                                     |
| 61M          | 友愛（南）         | ↔                                  | 荔景（北）                 | 九巴     |                                                                          |
| 61P          | 掃管笏             | ↔                                  | 荃灣站                     | 九巴     | 只於平日繁忙時間服務（假期除外）                                         |
| 61X          | 屯門市中心         | ↔                                  | 九龍城碼頭                 | 九巴     |                                                                          |
| 62P          | 屯門市中心         | →                                  | 鯉魚門邨                   | 九巴     | 只於平日早上繁忙時間服務（假期除外）                                     |
| 62X          | 兆康站（南）       | ↔                                  | 鯉魚門邨                   | 九巴     |                                                                          |
| 63X          | 洪水橋（洪福邨）   | ↔                                  | 佐敦（西九龍站）           | 九巴     |                                                                          |
| 64K          | 元朗（西）         | ↔                                  | 大埔墟站                   | 九巴     |                                                                          |
| 64K          | 梧桐寨（白牛石）   | →                                  | 大埔（太和）               | 九巴     | 只於星期一至五早上繁忙時間服務（假期除外）                               |
| 64P          | 大埔墟站           | →                                  | 嘉道理農場                 | 九巴     | 只於星期一至五晚間繁忙時間服務（假期除外）                               |
| 64S          | 錦上路（上村球場） | →                                  | 錦上路站                   | 九巴     | 只於星期一至五早上繁忙時間服務（假期除外）                               |
| 64X          | 洪水橋（洪元路）   | →                                  | 香港科學園                 | 九巴     | 只於星期一至五早上繁忙時間服務（假期除外）                               |
| 65K          | 梧桐寨             | →                                  | 大埔中心                   | 九巴     | 只於星期一至五早上繁忙時間服務（假期除外）                               |
| 65X          | 天水圍（天恩邨）   | →                                  | 香港科學園                 | 九巴     | 只於星期一至五早上繁忙時間服務（假期除外）                               |
| 66M          | 屯門（大興邨）     | ↔                                  | 荃灣（如心廣場）           | 九巴     |                                                                          |
| 66X          | 屯門（大興邨）     | ↔                                  | 奧運站                     | 九巴     |                                                                          |
| 67A          | 屯門（寶田邨）     | ↔                                  | 葵芳（葵翠邨）             | 九巴     |                                                                          |
| 67M          | 屯門（兆康苑）     | ↔                                  | 葵芳站                     | 九巴     |                                                                          |
| 67X          | 屯門（兆康苑）     | ↔                                  | 旺角東站                   | 九巴     |                                                                          |
| 68           | 峻巒               | ↺                                  | 元朗站                     | 九巴     | 循環線                                                                   |
| 68A          | 青衣站             | ↔                                  | 元朗（朗屏邨）             | 九巴     |                                                                          |
| 68E          | 青衣站             | ↔                                  | 元朗公園                   | 九巴     |                                                                          |
| 68F          | 峻巒               | ↺                                  | 元朗公園                   | 九巴     | 循環線                                                                   |
| 68M          | 元朗（西）         | ↔                                  | 荃灣站                     | 九巴     |                                                                          |
| 68X          | 洪水橋（洪福邨）   | ↔                                  | 旺角（柏景灣）             | 九巴     |                                                                          |
| 68X          | 元朗（西）         | →                                  | 旺角（柏景灣）             | 九巴     | 特別班次，只於平日早上繁忙時間服務（假期除外）                           |
| 68X          | 朗屏邨悅屏樓       | →                                  | 旺角（柏景灣）             | 九巴     | 特別班次，只於平日早上繁忙時間服務（假期除外）                           |
| 69           | 天水圍市中心       | ↔                                  | 元朗（德業街）             | 九巴     |                                                                          |
| 69C          | 天水圍（天恩邨）   | ↔                                  | 觀塘碼頭                   | 九巴     | 只於平日繁忙時間服務（假期除外）                                         |
| 69C          | 天水圍（天恩邨）   | →                                  | 觀塘碼頭                   | 九巴     | 特別班次，只於平日早上繁忙時間服務（假期除外）,不經天秀路及濕地公園路    |
| 69M          | 天水圍市中心       | ↔                                  | 葵芳站                     | 九巴     |                                                                          |
| 69P          | 天水圍站           | →                                  | 葵芳站                     | 九巴     | 只於平日早上繁忙時間服務（假期除外）                                     |
| 69X          | 天水圍（天瑞邨）   | ↔                                  | 佐敦（西九龍站）           | 九巴     |                                                                          |
| 69X          | 天水圍（天耀邨）   | →                                  | 佐敦（西九龍站）           | 九巴     | 特別班次，只於平日早上繁忙時間服務（假期除外）                           |
| 70K          | 華明               | ↺                                  | 清河邨                     | 九巴     | 循環線                                                                   |
| 70K          | 清河邨             | →                                  | 華明                       | 九巴     | 特別班次，只於平日早上繁忙時間服務                                       |
| 71A          | 富亨               | ↔                                  | 大埔墟站                   | 九巴     |                                                                          |
| 71B          | 富亨               | ↺                                  | 大埔中心                   | 九巴     | 循環線                                                                   |
| 71K          | 大埔（太和）       | ↔                                  | 大埔墟站                   | 九巴     |                                                                          |
| 71S          | 大埔（富善）       | ↺                                  | 廣福                       | 九巴     | 循環線，只於星期日及公眾假期服務                                         |
| 72           | 太和               | ↔                                  | 長沙灣                     | 九巴     |                                                                          |
| 72A          | 大埔工業邨         | ↔                                  | 大圍站                     | 九巴     |                                                                          |
| 72C          | 大美督             | →                                  | 大埔墟站                   | 九巴     | 只於星期一至五早上繁忙時間服務（假期除外）                               |
| 72K          | 富蝶邨             | ↺                                  | 大埔（太和）               | 九巴     | 循環線                                                                   |
| 72X          | 富蝶邨             | ↔                                  | 旺角（柏景灣）             | 九巴     |                                                                          |
| 73           | 華明               | ↔                                  | 大埔工業邨                 | 九巴     | 只於星期一至五下午繁忙時間前及星期六上午繁忙時間服務（假期除外）         |
| 73           | 華明               | ↔                                  | 大埔中心                   | 九巴     | 只於星期一至五下午繁忙時間後、星期六上午繁忙時間後、星期日及公眾假期服務 |
| 73A          | 華明               | ↔                                  | 愉翠苑                     | 九巴     |                                                                          |
| 73B          | 那打素醫院         | ↺                                  | 上水                       | 九巴     | 循環線                                                                   |
| 73D          | 廣福               | →                                  | 荃灣（如心廣場）           | 九巴     | 只於平日早上繁忙時間服務（假期除外）                                     |
| 73D          | 荃灣（如心廣場）   | →                                  | 大埔（富善）               | 九巴     | 只於星期一至五晚間繁忙時間服務（假期除外）                               |
| 73F          | 荃灣（如心廣場）   | ↔                                  | 香港教育大學               | 九巴     | 只於星期一至五繁忙時間服務（假期除外）                                   |
| 73K          | 上水               | ↔                                  | 文錦渡                     | 九巴     |                                                                          |
| 73K          | 上水               | ↔                                  | 鳳溪第一中學               | 九巴     | 特別班次，只於星期一至五繁忙時間服務（公眾假期及學校假期除外）           |
| 73P          | 大美督             | ↔                                  | 荃灣（如心廣場）           | 九巴     | 只於星期一至五繁忙時間服務（假期除外）                                   |
| 73X          | 大埔（富善）       | ↔                                  | 荃灣（如心廣場）           | 九巴     |                                                                          |
| 74           | 大埔（富蝶）       | ↔                                  | 油塘                       | 九巴     | 只於星期一至五繁忙時間服務（假期除外）                                   |
| 74A          | 太和               | ↔                                  | 啟業                       | 九巴     |                                                                          |
| 74B          | 大埔中心           | →                                  | 觀塘碼頭                   | 九巴     | 只於星期一至五早上繁忙時間服務（假期除外）                               |
| 74B          | 九龍灣             | →                                  | 大埔中心                   | 九巴     | 只於星期一至五晚間繁忙時間服務（假期除外）                               |
| 74C          | 九龍坑             | →                                  | 觀塘碼頭                   | 九巴     | 只於星期一至五早上繁忙時間服務（假期除外）                               |
| 74D          | 九龍坑             | ↔                                  | 觀塘碼頭                   | 九巴     |                                                                          |
| 74E          | 大美督             | ↔                                  | 觀塘碼頭                   | 九巴     | 只於星期一至五繁忙時間服務（假期除外）                                   |
| 74F          | 觀塘碼頭           | ↔                                  | 香港教育大學               | 九巴     | 只於星期一至五繁忙時間服務（假期除外）                                   |
| 74K          | 大埔墟站           | ↺                                  | 三門仔                     | 九巴     | 循環線                                                                   |
| 74P          | 大埔中心           | ↔                                  | 觀塘碼頭                   | 九巴     | 只於星期一至五繁忙時間服務（假期除外）                                   |
| 74P          | 香港科學園         | →                                  | 觀塘碼頭                   | 九巴     | 特別班次，只於星期一至五晚間繁忙時間服務（假期除外）                     |
| 74R          | 大埔（太和）       | ↔                                  | 北潭涌                     | 九巴     | 只於星期六、日及公眾假期服務                                             |
| 74X          | 大埔中心           | ↔                                  | 觀塘碼頭                   | 九巴     |                                                                          |
| 74X          | 廣福               | →                                  | 觀塘碼頭                   | 九巴     | 特別班次，只於平日早上繁忙時間服務（假期除外）                           |
| 74X          | 運頭塘             | →                                  | 觀塘碼頭                   | 九巴     | 特別班次，只於平日早上繁忙時間服務（假期除外）                           |
| 75K          | 大美督             | ↔                                  | 大埔墟站                   | 九巴     |                                                                          |
| 75P          | 大美督             | →                                  | 大埔墟站                   | 九巴     | 只在星期一至五早上繁忙時間服務（假期除外）                               |
| 75X          | 大埔（富善）       | ↔                                  | 九龍城碼頭                 | 九巴     |                                                                          |
| 76           | 攸壆路簡約公屋     | ↺                                  | 上水站                     | 九巴     |                                                                          |
| 76K          | 清河邨             | ↔                                  | 元朗（朗屏邨）             | 九巴     |                                                                          |
| 76K          | 華明               | →                                  | 元朗（朗屏邨）             | 九巴     | 特別班次，只於星期一至五早上繁忙時間服務（公眾假期及學校假期除外）       |
| 77K          | 上水               | ↔                                  | 元朗（鳳翔路）             | 九巴     |                                                                          |
| 77K          | 上水               | →                                  | 元朗（西）                 | 九巴     | 特別班次，只於星期一至五早上繁忙時間服務（公眾假期及學校假期除外）       |
| 77K          | 上水               | →                                  | 八鄉路                     | 九巴     | 特別班次，只於星期一至五早上繁忙時間服務（公眾假期除外）                 |
| 78           | 沙頭角             | →                                  | 太平                       | 九巴     | 只於星期一至五早上繁忙時間服務（公眾假期除外）                           |
| 78A          | 粉嶺（皇后山）     | ↺                                  | 粉嶺站                     | 九巴     | 循環線                                                                   |
| 78B          | 粉嶺（皇后山）     | ↔                                  | 彩園                       | 九巴     | 只於星期一至五繁忙時間服務（公眾假期除外）                               |
| 78C          | 粉嶺皇后山         | ↔                                  | 啟德                       | 城巴     | 只於星期六、日及公眾假期服務                                             |
| 78K          | 沙頭角             | ↔                                  | 上水                       | 九巴     | 每日09:00至17:00班次以太平為起/終點站                                    |
| 78K          | 沙頭角             | →                                  | 華明                       | 九巴     | 特別班次，只於星期一至五早上繁忙時間服務（假期除外）                     |
| 78P          | 粉嶺皇后山         | →                                  | 觀塘                       | 城巴     | 只於星期一至五早上繁忙時間服務（假期除外）                               |
| 78S          | 沙頭角             | ↔                                  | 上水                       | 九巴     | 只於每日非繁忙時間服務                                                   |
| 78X          | 粉嶺皇后山         | ↔                                  | 啟德                       | 城巴     | 只於星期一至五服務（假期除外）                                           |
| 79           | 粉嶺皇后山         | ↔                                  | 大圍站                     | 城巴     |                                                                          |
| 79K          | 上水               | ↔                                  | 打鼓嶺（松園下）           | 九巴     |                                                                          |
| 79K          | 粉嶺站             | ↔                                  | 打鼓嶺（松園下）           | 九巴     | 只於星期一至五繁忙時間服務（假期除外）                                   |
| 79P          | 粉嶺皇后山         | ↔                                  | 高鐵西九龍站               | 城巴     | 只於星期一至五繁忙時間服務（假期除外）                                   |
| 79X          | 粉嶺皇后山         | ↔                                  | 長沙灣（甘泉街）           | 城巴     |                                                                          |
| 80           | 美林               | ↔                                  | 觀塘碼頭                   | 九巴     |                                                                          |
| 80A          | 美林               | →                                  | 觀塘碼頭                   | 九巴     | 只於星期一至五早上繁忙時間服務（假期除外）                               |
| 80K          | 新翠               | ↔                                  | 愉翠苑                     | 九巴     |                                                                          |
| 80P          | 顯徑               | →                                  | 觀塘碼頭                   | 九巴     | 只於星期一至五早上繁忙時間服務（假期除外）                               |
| 80X          | 秦石               | ↔                                  | 觀塘碼頭                   | 九巴     |                                                                          |
| 80X          | 乙明邨街           | →                                  | 觀塘碼頭                   | 九巴     | 特別班次，只於星期一至五早上繁忙時間服務（假期除外）                     |
| 80X          | 新田圍             | →                                  | 觀塘碼頭                   | 九巴     | 特別班次，只於星期一至五早上繁忙時間服務（假期除外）                     |
| 81           | 禾輋               | ↔                                  | 佐敦（西九龍站）           | 九巴     |                                                                          |
| 81C          | 耀安               | ↔                                  | 尖沙咀東（麼地道）         | 九巴     |                                                                          |
| 81K          | 新田圍             | ↔                                  | 穗禾苑                     | 九巴     |                                                                          |
| 81X          | 美田               | →                                  | 旺角（弼街）               | 九巴     | 只於星期一至五早上繁忙時間服務（假期除外）                               |
| 82B          | 美田               | →                                  | 大圍站                     | 九巴     | 只於星期一至五早上繁忙時間服務（假期除外）                               |
| 82C          | 廣源               | ↔                                  | 香港科學園                 | 九巴     | 只於平日繁忙時間服務（假期除外）                                         |
| 82D          | 白石角             | ↔                                  | 大圍站                     | 九巴     | 只於平日繁忙時間服務（假期除外）                                         |
| 82K          | 美田               | ↔                                  | 愉翠苑                     | 九巴     |                                                                          |
| 82X          | 濱景花園           | ↺                                  | 黃大仙                     | 九巴     | 循環線                                                                   |
| 83A          | 沙田（水泉澳）     | →                                  | 觀塘碼頭                   | 九巴     | 只於星期一至五早上繁忙時間服務（假期除外）                               |
| 83K          | 黃泥頭             | ↺                                  | 沙田市中心                 | 九巴     | 循環線                                                                   |
| 83P          | 黃泥頭             | →                                  | 禾輋                       | 九巴     | 只於星期一至五早上繁忙時間服務（假期除外）                               |
| 83S          | 黃泥頭             | ↔                                  | 沙田市中心                 | 九巴     | 只在平日繁忙時間服務（假期除外）                                         |
| 83X          | 沙田（水泉澳）     | ↔                                  | 觀塘碼頭                   | 九巴     |                                                                          |
| 83X          | 黃泥頭             | ↔                                  | 觀塘碼頭                   | 九巴     | 只於星期一至五早上繁忙時間服務（假期除外）                               |
| 84M          | 富安花園           | ↔                                  | 樂富                       | 九巴     |                                                                          |
| 85           | 火炭（駿洋邨）     | ↔                                  | 九龍城碼頭                 | 九巴     |                                                                          |
| 85A          | 廣源               | ↔                                  | 九龍城碼頭                 | 九巴     |                                                                          |
| 85B          | 秦石               | →                                  | 九龍城碼頭                 | 九巴     | 只於星期一至五早上繁忙時間服務（假期除外）                               |
| 85K          | 恆安               | ↔                                  | 沙田站                     | 九巴     |                                                                          |
| 85M          | 錦英苑             | ↺                                  | 黃大仙                     | 九巴     | 循環線                                                                   |
| 85P          | 馬鞍山（泥涌）     | ↔                                  | 紅磡（紅鸞道）             | 九巴     | 只於星期一至五繁忙時間服務（假期除外）                                   |
| 85S          | 耀安               | →                                  | 紅磡（紅鸞道）             | 九巴     | 只於星期一至五早上繁忙時間服務（假期除外）                               |
| 85X          | 馬鞍山市中心       | ↔                                  | 紅磡（紅鸞道）             | 九巴     |                                                                          |
| 86           | 黃泥頭             | ↔                                  | 美孚                       | 九巴     |                                                                          |
| 86A          | 沙田圍             | ↔                                  | 長沙灣（甘泉街）           | 九巴     | 早上繁忙時間不設服務                                                     |
| 86C          | 利安               | ↔                                  | 長沙灣                     | 九巴     |                                                                          |
| 86K          | 錦英苑             | ↔                                  | 沙田站                     | 九巴     |                                                                          |
| 86S          | 錦英苑             | ↔                                  | 沙田站                     | 九巴     | 只於平日繁忙時間服務（假期除外）                                         |
| 87B          | 新田圍             | ↔                                  | 維港灣                     | 九巴     |                                                                          |
| 87C          | 錦英苑             | ↔                                  | 紅磡站                     | 九巴     | 只於每天指定時間服務                                                     |
| 87D          | 錦英苑             | ↔                                  | 紅磡站                     | 九巴     |                                                                          |
| 馬鞍山市中心 | →                  | 特別班次，只於平日早上繁忙時間服務 | 紅磡站                     | 九巴     |                                                                          |
| 87E          | →                  | 馬鞍山（泥涌）                     | 尖沙咀                     | 九巴     | 只於星期一至五早上繁忙時間服務（假期除外）                               |
| 87E          | →                  | 尖沙咀東（麼地道）                 | 馬鞍山（泥涌）             | 九巴     | 只於星期一至五晚間繁忙時間服務（假期除外）                               |
| 87K          | 大學站             | ↺                                  | 錦英苑                     | 九巴     | 循環線                                                                   |
| 87K          | 大學站             | →                                  | 利安                       | 九巴     | 特別班次，只於每日中午時段服務                                           |
| 87K          | 錦英苑             | →                                  | 大學站                     | 九巴     | 特別班次，只於每日清晨服務                                               |
| 87K          | 馬鞍山市中心       | →                                  | 大學站                     | 九巴     | 特別班次，只於平日早上繁忙時間服務                                       |
| 87P          | 利安               | →                                  | 頌安                       | 九巴     | 只於星期一至五早上繁忙時間服務                                           |
| 87S          | 大學站             | ↺                                  | 錦英苑                     | 九巴     | 循環線，只於平日晚間繁忙時間服務                                         |
| 87S          | 錦英苑             | ↺                                  | 大學站                     | 九巴     | 循環線，只於平日早上繁忙時間服務                                         |
| 88           | 大圍站             | ↔                                  | 中秀茂坪                   | 九巴     |                                                                          |
| 88K          | 顯徑               | ↔                                  | 駿景園                     | 九巴     |                                                                          |
| 88X          | 火炭（穗禾苑）     | ↔                                  | 平田                       | 九巴     |                                                                          |
| 89           | 瀝源               | ↔                                  | 觀塘（翠屏北邨）           | 九巴     |                                                                          |
| 89B          | 沙田圍             | ↔                                  | 牛頭角                     | 九巴     |                                                                          |
| 89C          | 恆安               | ↔                                  | 觀塘（翠屏道）             | 九巴     |                                                                          |
| 89D          | 烏溪沙站           | ↔                                  | 藍田站                     | 九巴     |                                                                          |
| 89P          | 馬鞍山市中心       | →                                  | 藍田站                     | 九巴     | 只於平日早上繁忙時間服務（假期除外）                                     |
| 89S          | 水泉澳             | ↔                                  | 烏溪沙站                   | 九巴     |                                                                          |
| 89X          | 沙田站             | ↔                                  | 觀塘（翠屏道）             | 九巴     |                                                                          |
| 90           | 將軍澳（彩明）     | ↔                                  | 碩門邨                     | 九巴     | 只於星期一至五繁忙時間服務（假期除外）                                   |
| 91           | 清水灣             | ↔                                  | 鑽石山站                   | 九巴     |                                                                          |
| 91B          | 坑口站             | →                                  | 香港科技大學（南）         | 九巴     | 只於星期一至五早上繁忙時間服務（假期除外）                               |
| 91M          | 寶林               | ↔                                  | 鑽石山站                   | 九巴     |                                                                          |
| 91P          | 鑽石山站           | →                                  | 香港科技大學（北）         | 九巴     | 只於星期一至五早上繁忙時間服務（假期除外）                               |
| 91P          | 香港科技大學（南） | →                                  | 彩虹站                     | 九巴     | 只於星期一至五晚間繁忙時間服務（假期除外）                               |
| 91S          | 清水灣             | →                                  | 觀塘                       | 九巴     | 只於星期一至五早上繁忙時間服務（假期除外）                               |
| 92           | 西貢               | ↔                                  | 鑽石山站                   | 九巴     |                                                                          |
| 92R          | 西貢               | ↔                                  | 尖沙咀碼頭                 | 九巴     | 只於星期六、日及公眾假期服務                                             |
| 93A          | 寶林               | ↔                                  | 觀塘碼頭                   | 九巴     |                                                                          |
| 93K          | 寶林               | ↔                                  | 旺角東站                   | 九巴     |                                                                          |
| 93M          | 彩明               | →                                  | 寶林                       | 九巴     | 只於星期一至五早上繁忙時間服務（假期除外）                               |
| 93P          | 寶林               | ↔                                  | 旺角（柏景灣）             | 九巴     | 只於星期一至五繁忙時間服務（假期除外）                                   |
| 94           | 西貢               | ↔                                  | 黃石碼頭                   | 九巴     |                                                                          |
| 95           | 翠林               | ↔                                  | 九龍站                     | 九巴     |                                                                          |
| 95M          | 翠林               | ↔                                  | 觀塘（雅麗道）             | 九巴     |                                                                          |
| 96           | 康盛花園           | ↔                                  | 大埔工業邨                 | 九巴     |                                                                          |
| 96R          | 黃石碼頭           | ↔                                  | 鑽石山站                   | 九巴     | 只於星期日及公眾假期服務                                                 |
| 97           | 康盛花園           | ↔                                  | 烏溪沙站                   | 九巴     | 只於星期一至五繁忙時間服務（假期除外）                                   |
| 98           | 將軍澳工業邨       | ↺                                  | 牛頭角站                   | 九巴     | 循環線                                                                   |
| 98A          | 坑口（北）         | ↺                                  | 牛頭角站                   | 九巴     | 循環線                                                                   |
| 98A          | 牛頭角站           | →                                  | 坑口（北）                 | 九巴     | 特別班次，只於星期一至五晚間繁忙時間服務（假期除外）                     |
| 98B          | 坑口（北）         | →                                  | 觀塘市中心                 | 九巴     | 只於星期一至五早上繁忙時間服務（假期除外）                               |
| 98C          | 坑口（北）         | ↔                                  | 美孚                       | 九巴     |                                                                          |
| 98D          | 坑口（北）         | ↔                                  | 尖沙咀東                   | 九巴     |                                                                          |
| 98D          | 日出康城           | →                                  | 尖沙咀東                   | 九巴     | 特別班次，只於星期一至五早上繁忙時間服務（假期除外）                     |
| 98E          | 坑口（北）         | ↔                                  | 美孚                       | 九巴     | 只於星期一至五繁忙時間服務（假期除外）                                   |
| 98P          | 康盛花園           | →                                  | 尖沙咀東                   | 九巴     | 只於平日早上繁忙時間服務（假期除外）                                     |
| 98P          | 尖沙咀東           | →                                  | 坑口（北）                 | 九巴     | 只於星期一至五晚間繁忙時間服務（假期除外）                               |
| 98S          | 坑口（北）         | ↔                                  | 美孚                       | 九巴     | 只於星期一至五繁忙時間服務（假期除外）                                   |
| 99           | 西貢               | ↔                                  | 恆安                       | 九巴     |                                                                          |
| 99R          | 西貢（北）         | ↔                                  | 大學站                     | 九巴     | 只於星期日及公眾假期服務                                                 |
| 230R         | 九龍站             | ↔                                  | 馬灣（珀欣路）             | 九巴     |                                                                          |
| 230X         | 荃威花園           | →                                  | 黃埔花園                   | 九巴     | 只於平日早上繁忙時間服務（假期除外）                                     |
| 234A         | 浪翠園             | ↔                                  | 荃灣西站                   | 九巴     | 經屯門公路                                                               |
| 234B         | 浪翠園             | ↔                                  | 荃灣西站                   | 九巴     | 經青山公路                                                               |
| 234C         | 深井               | ↔                                  | 觀塘（翠屏北邨）           | 九巴     | 只於平日繁忙時間服務（假期除外）                                         |
| 234D         | 青龍頭             | ↔                                  | 觀塘（翠屏北邨）           | 九巴     | 只於平日繁忙時間服務（假期除外）                                         |
| 234P         | 灣景花園           | →                                  | 尖沙咀碼頭                 | 九巴     | 只於平日早上繁忙時間服務（假期除外）                                     |
| 234X         | 灣景花園           | ↔                                  | 尖沙咀東（麼地道）         | 九巴     |                                                                          |
| 235          | 安蔭               | ↺                                  | 荃灣                       | 九巴     | 循環線                                                                   |
| 235M         | 安蔭               | ↔                                  | 葵芳站                     | 九巴     |                                                                          |
| 238M         | 海濱花園           | ↔                                  | 荃灣站                     | 九巴     |                                                                          |
| 238P         | 海濱花園           | →                                  | 中港碼頭                   | 九巴     | 只於平日早上繁忙時間服務（假期除外）                                     |
| 238X         | 海濱花園           | ↔                                  | 中港碼頭                   | 九巴     |                                                                          |
| 240X         | 黃泥頭             | ↔                                  | 葵興站                     | 九巴     | 只於星期一至五繁忙時間服務（假期除外）                                   |
| 241X         | 青衣（長青邨）     | ↔                                  | 九龍城碼頭                 | 九巴     |                                                                          |
| 242X         | 青衣（長亨邨）     | →                                  | 尖沙咀                     | 九巴     | 只於星期一至五早上繁忙時間服務（假期除外）                               |
| 242X         | 尖沙咀東（麼地道） | →                                  | 長亨                       | 九巴     | 只於星期一至五晚間繁忙時間服務（假期除外）                               |
| 243M         | 青衣（美景花園）   | ↔                                  | 荃灣（愉景新城）           | 九巴     |                                                                          |
| 243P         | 青衣（美景花園）   | →                                  | 荃威花園                   | 九巴     | 只於星期一至五早上繁忙時間服務（假期除外）                               |
| 248M         | 青衣站             | ↺                                  | 長宏邨                     | 九巴     | 循環線                                                                   |
| 249M         | 青衣站             | ↺                                  | 美景花園                   | 九巴     | 循環線                                                                   |
| 249X         | 青衣站             | ↔                                  | 沙田（博康）               | 九巴     |                                                                          |
| 249X         | 青衣站             | →                                  | 大圍站                     | 九巴     | 只於星期一至五早上繁忙時間服務（假期除外）                               |
| 251A         | 錦上路站           | ↺                                  | 上村                       | 九巴     | 循環線                                                                   |
| 251B         | 八鄉路             | ↺                                  | 上村                       | 九巴     | 循環線                                                                   |
| 251C         | 江夏圍             | ↺                                  | 元朗                       | 九巴     | 循環線                                                                   |
| 251M         | 上村               | →                                  | 荃灣站                     | 九巴     | 只於星期一至五早上繁忙時間服務（假期除外）                               |
| 252          | 屯門公路轉車站     | ↺                                  | 掃管笏                     | 九巴     | 循環線                                                                   |
| 252B         | 順園               | →                                  | 尖沙咀                     | 九巴     | 只於平日早上繁忙時間服務（假期除外）                                     |
| 252X         | 順園               | →                                  | 藍田站                     | 九巴     | 只於星期一至五早上繁忙時間服務（假期除外）                               |
| 252X         | 掃管笏             | →                                  | 藍田站                     | 九巴     | 特別班次，只於星期一至五早上繁忙時間服務（假期除外）                     |
| 252X         | 藍田站             | →                                  | 置樂花園                   | 九巴     | 只於星期一至五晚間繁忙時間服務（假期除外）                               |
| 258A         | 洪水橋（洪福邨）   | →                                  | 藍田站                     | 九巴     | 只於星期一至五早上繁忙時間服務（假期除外）                               |
| 258D         | 屯門（寶田邨）     | ↔                                  | 藍田站                     | 九巴     |                                                                          |
| 258P         | 洪水橋（洪福邨）   | ↔                                  | 藍田站                     | 九巴     | 只於平日繁忙時間服務（假期除外）                                         |
| 258S         | 屯門（山景邨）     | →                                  | 藍田站                     | 九巴     | 只於平日早上繁忙時間服務（假期除外）                                     |
| 258X         | 屯門（寶田邨）     | ↔                                  | 觀塘碼頭                   | 九巴     | 只於星期一至五繁忙時間服務（假期除外）                                   |
| 259B         | 屯門碼頭           | →                                  | 尖沙咀                     | 九巴     | 只於星期一至五早上繁忙時間服務（假期除外）                               |
| 259C         | 新屯門中心         | →                                  | 尖沙咀                     | 九巴     | 只於星期一至五早上繁忙時間服務（假期除外）                               |
| 259D         | 屯門（龍門居）     | ↔                                  | 鯉魚門邨                   | 九巴     |                                                                          |
| 259D         | 悅湖山莊           | →                                  | 鯉魚門邨                   | 九巴     | 特別班次，只於平日早上繁忙時間服務（假期除外）                           |
| 259E         | 屯門（龍門居）     | →                                  | 荃灣站                     | 九巴     | 只於星期一至五早上繁忙時間服務（假期除外）                               |
| 259S         | 屯門（龍門居）     | →                                  | 觀塘碼頭                   | 九巴     | 只於星期一至五早上繁忙時間服務（假期除外）                               |
| 259X         | 屯門（龍門居）     | ↔                                  | 觀塘碼頭                   | 九巴     | 只於星期一至五繁忙時間服務（假期除外）                                   |
| 260B         | 屯門市中心         | →                                  | 尖沙咀                     | 九巴     | 只於星期一至五早上繁忙時間服務（假期除外）                               |
| 260C         | 屯門（三聖邨）     | ↔                                  | 葵芳站                     | 九巴     | 只於星期一至五繁忙時間服務（假期除外）                                   |
| 260X         | 屯門（寶田邨）     | ↔                                  | 紅磡站                     | 九巴     |                                                                          |
| 260X         | 屯門（大興邨）     | →                                  | 紅磡站                     | 九巴     | 特別班次，只於平日早上繁忙時間服務（假期除外）                           |
| 261          | 屯門（三聖邨）     | ↔                                  | 粉嶺（祥華）               | 九巴     |                                                                          |
| 261B         | 屯門（三聖邨）     | →                                  | 九龍站                     | 九巴     | 只於平日早上繁忙時間服務（假期除外）                                     |
| 261B         | 掃管笏             | →                                  | 九龍站                     | 九巴     | 只於星期一至五早上繁忙時間服務（假期除外）                               |
| 261P         | 屯門（兆康苑）     | ↔                                  | 上水（天平）               | 九巴     | 只於平日繁忙時間服務（假期除外）                                         |
| 261S         | 屯門（寶田邨）     | →                                  | 上水（天平）               | 九巴     | 只於平日早上繁忙時間服務（假期除外）                                     |
| 261X         | 掃管笏             | ↔                                  | 粉嶺（祥華）               | 九巴     | 只於每日繁忙時間服務                                                     |
| 263          | 屯門站             | ↔                                  | 沙田站                     | 九巴     |                                                                          |
| 263A         | 屯門站             | ↔                                  | 香港科學園                 | 九巴     | 只於星期一至五繁忙時間服務（假期除外）                                   |
| 263B         | 屯門站             | ↔                                  | 火炭（山尾街）             | 九巴     | 只於星期一至五繁忙時間服務（假期除外）                                   |
| 263C         | 屯門站             | ↔                                  | 香港教育大學               | 九巴     | 只於星期一至五繁忙時間服務（假期除外）                                   |
| 264R         | 天水圍（天耀邨）   | ↔                                  | 大埔墟站                   | 九巴     | 只於星期六﹑日及公眾假期服務                                             |
| 265B         | 天水圍（天恆邨）   | ↔                                  | 旺角（柏景灣）             | 九巴     |                                                                          |
| 265M         | 天水圍（天恆邨）   | ↔                                  | 麗瑤                       | 九巴     |                                                                          |
| 265P         | 天水圍（天恩邨）   | ↔                                  | 荃灣                       | 九巴     | 只於平日繁忙時間服務（假期除外）                                         |
| 265S         | 天水圍市中心       | →                                  | 香港教育大學               | 九巴     | 只於平日早上繁忙時間服務（假期除外）                                     |
| 265S         | 大埔工業邨         | →                                  | 天水圍市中心               | 九巴     | 只於平日早上繁忙時間服務（假期除外）                                     |
| 267X         | 屯門（兆康苑）     | ↔                                  | 藍田站                     | 九巴     | 只於星期一至五繁忙時間服務（假期除外）                                   |
| 268          | 攸壆路簡約公屋     | ↔                                  | 八鄉路                     | 九巴     |                                                                          |
| 268A         | 元朗（朗屏邨）     | ↔                                  | 觀塘碼頭                   | 九巴     | 只於星期一至五繁忙時間服務（假期除外）                                   |
| 268B         | 朗屏站             | ↔                                  | 紅磡（紅鸞道）             | 九巴     | 只在星期一至五繁忙時間及假日服務                                         |
| 268B         | 洪水橋（洪元路）   | →                                  | 紅磡（紅鸞道）             | 九巴     | 特別班次，只於星期一至五早上繁忙時間服務（假期除外）                     |
| 268C         | 朗屏站             | ↔                                  | 觀塘碼頭                   | 九巴     |                                                                          |
| 268C         | 銀田花園           | →                                  | 觀塘碼頭                   | 九巴     | 特別班次，只於星期一至五早上繁忙時間服務（假期除外）                     |
| 268M         | 峻巒               | ↔                                  | 荃灣西站                   | 九巴     |                                                                          |
| 268P         | 山水樓             | →                                  | 觀塘碼頭                   | 九巴     | 只於星期一至五早上繁忙時間服務（假期除外）                               |
| 268P         | 觀塘碼頭           | →                                  | 朗屏站                     | 九巴     | 只於星期一至五晚間繁忙時間服務（假期除外）                               |
| 268X         | 洪水橋（洪福邨）   | ↔                                  | 佐敦（西九龍站）           | 九巴     |                                                                          |
| 268X         | 朗屏邨悅屏樓       | →                                  | 佐敦（西九龍站）           | 九巴     | 特別班次，只於平日早上繁忙時間服務（假期除外）                           |
| 269A         | 濕地公園路         | →                                  | 葵芳邨                     | 九巴     | 只於平日早上繁忙時間服務（假期除外）                                     |
| 269B         | 天水圍市中心       | ↔                                  | 紅磡（紅鸞道）             | 九巴     |                                                                          |
| 269B         | 天水圍（天恩邨）   | →                                  | 紅磡（紅鸞道）             | 九巴     | 特別班次，只於平日早上繁忙時間服務（假期除外）                           |
| 269C         | 天水圍市中心       | ↔                                  | 觀塘碼頭                   | 九巴     |                                                                          |
| 269C         | 天水圍（天慈邨）   | →                                  | 觀塘碼頭                   | 九巴     | 特別班次，只於平日早上繁忙時間服務（假期除外）                           |
| 269D         | 天水圍（天富）     | ↔                                  | 瀝源                       | 九巴     |                                                                          |
| 269D         | 天水圍站           | →                                  | 瀝源                       | 九巴     | 特別班次，只於平日早上繁忙時間服務（假期除外）                           |
| 269M         | 天水圍（天恩邨）   | ↔                                  | 祖堯                       | 九巴     |                                                                          |
| 269P         | 葵芳邨             | →                                  | 濕地公園路                 | 九巴     | 只於星期一至五晚間繁忙時間服務（假期除外）                               |
| 269S         | 天水圍市中心       | ↔                                  | 觀塘碼頭                   | 九巴     | 只於星期一至五繁忙時間服務（假期除外）                                   |
| 269X         | 天水圍（天瑞邨）   | ↔                                  | 佐敦（西九龍站）           | 九巴     | 只於星期一至五繁忙時間服務（假期除外）                                   |
| 270          | 翠麗花園           | ↺                                  | 天平                       | 九巴     | 循環線                                                                   |
| 270          | 天平邨             | →                                  | 翠麗花園                   | 九巴     | 特別班次，只於每日清晨服務                                               |
| 270A         | 上水               | ↔                                  | 尖沙咀東（麼地道）         | 九巴     |                                                                          |
| 270B         | 上水               | ↔                                  | 奧運站                     | 九巴     |                                                                          |
| 270C         | 粉嶺（聯和墟）     | ↔                                  | 尖沙咀東（麼地道）         | 九巴     | 只於星期一至五繁忙時間服務（假期除外）                                   |
| 270D         | 粉嶺（聯和墟）     | ↔                                  | 深水埗                     | 九巴     | 只於星期一至五繁忙時間服務（假期除外）                                   |
| 270P         | 上水               | →                                  | 九龍站                     | 九巴     | 只於平日早上繁忙時間服務（假期除外）                                     |
| 270S         | 尖沙咀東（麼地道） | →                                  | 粉嶺（聯和墟）             | 九巴     | 只於每日深宵服務                                                         |
| 271          | 大埔（富亨）       | ↔                                  | 佐敦（西九龍站）           | 九巴     |                                                                          |
| 271A         | 大埔（富蝶）       | ↔                                  | 尖沙咀東（麼地道）         | 九巴     | 只於星期一至五繁忙時間服務（假期除外）                                   |
| 271B         | 大埔（富亨）       | ↔                                  | 佐敦（西九龍站）           | 九巴     | 只於星期一至五繁忙時間服務（假期除外）                                   |
| 271P         | 九龍坑             | →                                  | 尖沙咀（廣東道）           | 九巴     | 只於平日早上繁忙時間服務（假期除外）                                     |
| 271S         | 紅磡站             | →                                  | 太和                       | 九巴     | 只於每日深宵服務                                                         |
| 271X         | 佐敦（西九龍站）   | →                                  | 大埔（富亨）               | 九巴     | 只於平日黃昏繁忙時間服務（假期除外）                                     |
| 272A         | 大學站             | ↺                                  | 白石角                     | 九巴     | 循環線                                                                   |
| 272E         | 太和               | ↔                                  | 旺角（柏景灣）             | 九巴     | 只於平日繁忙時間服務（假期除外）                                         |
| 272K         | 大學站             | ↺                                  | 香港科學園                 | 九巴     | 循環線，只於平日繁忙時間服務（假期除外）                                 |
| 272P         | 大埔（富亨）       | ↔                                  | 葵興站                     | 九巴     | 只於平日繁忙時間服務（假期除外）                                         |
| 272P         | 大埔（富蝶）       | ↔                                  | 葵興站                     | 九巴     | 特別班次，只於平日繁忙時間服務（假期除外）                               |
| 272S         | 香港科學園         | ↔                                  | 鑽石山站                   | 九巴     | 只於平日繁忙時間服務（假期除外）                                         |
| 272X         | 大埔中心           | ↔                                  | 旺角東站                   | 九巴     | 只於平日繁忙時間服務（假期除外）                                         |
| 273          | 華明               | ↺                                  | 粉嶺站                     | 九巴     | 循環線                                                                   |
| 273A         | 彩園               | ↺                                  | 華明                       | 九巴     | 循環線                                                                   |
| 273B         | 清河邨             | ↺                                  | 上水站                     | 九巴     | 循環線                                                                   |
| 273C         | 九龍坑             | →                                  | 荃灣西站                   | 九巴     | 只於平日早上繁忙時間服務（假期除外）                                     |
| 273D         | 上水               | ↺                                  | 華明                       | 九巴     | 循環線                                                                   |
| 273P         | 太和               | →                                  | 荃灣西站                   | 九巴     | 只於平日早上繁忙時間服務（假期除外）                                     |
| 273S         | 粉嶺（暉明路）     | →                                  | 粉嶺站                     | 九巴     | 只於平日早上繁忙時間服務（假期除外）                                     |
| 273S         | 粉嶺站             | →                                  | 華明                       | 九巴     | 只於平日晚間繁忙時間服務（假期除外）                                     |
| 274          | 太平               | →                                  | 烏溪沙站                   | 九巴     | 只於星期一至五早上繁忙時間服務（假期除外）                               |
| 274P         | 烏溪沙站           | ↔                                  | 大埔工業邨                 | 九巴     | 只於每日繁忙時間服務                                                     |
| 274X         | 觀塘碼頭           | →                                  | 大埔中心                   | 九巴     | 只於平日晚間繁忙時間服務（假期除外）                                     |
| 275R         | 大埔墟站           | ↔                                  | 烏蛟騰                     | 九巴     | 只於星期日及公眾假期服務                                                 |
| 275X         | 大埔（富善）       | ↔                                  | 紅磡（紅鸞道）             | 九巴     | 只於星期一至五繁忙時間服務（假期除外）                                   |
| 276          | 上水               | ↔                                  | 天水圍（天慈邨）           | 九巴     |                                                                          |
| 276A         | 太平               | ↔                                  | 天水圍（天恆邨）           | 九巴     |                                                                          |
| 276B         | 彩園               | ↔                                  | 天水圍（天富）             | 九巴     |                                                                          |
| 276C         | 天水圍站           | ↔                                  | 粉嶺（祥華）               | 九巴     | 只於星期一至五繁忙時間服務（假期除外）                                   |
| 276P         | 天水圍站           | ↔                                  | 上水                       | 九巴     |                                                                          |
| 277A         | 沙頭角             | ↔                                  | 藍田站                     | 九巴     | 只於每日繁忙時間服務                                                     |
| 277E         | 天平               | ↔                                  | 藍田站                     | 九巴     |                                                                          |
| 277P         | 天平               | ↔                                  | 藍田站                     | 九巴     | 只於星期一至五繁忙時間服務（假期除外）                                   |
| 277X         | 粉嶺（聯和墟）     | ↔                                  | 藍田站                     | 九巴     |                                                                          |
| 278A         | 粉嶺（皇后山）     | ↔                                  | 荃灣（如心廣場）           | 九巴     |                                                                          |
| 278K         | 粉嶺（聯和墟）     | ↺                                  | 粉嶺站                     | 九巴     | 循環線                                                                   |
| 278P         | 太平               | →                                  | 荃灣（如心廣場）           | 九巴     | 只於平日早上繁忙時間服務（假期除外）                                     |
| 278X         | 上水               | ↔                                  | 荃灣（如心廣場）           | 九巴     |                                                                          |
| 279A         | 聯和墟             | →                                  | 青衣站                     | 九巴     | 只於星期一至五早上繁忙時間服務（假期除外）                               |
| 279B         | 聯和墟             | →                                  | 葵興站                     | 九巴     | 只於星期一至五早上繁忙時間服務（假期除外）                               |
| 279X         | 聯和墟             | ↔                                  | 青衣站                     | 九巴     |                                                                          |
| 280X         | 火炭（穗禾苑）     | ↔                                  | 尖沙咀東（麼地道）         | 九巴     |                                                                          |
| 280X         | 火炭（駿景園）     | →                                  | 尖沙咀東（麼地道）         | 九巴     | 只於星期一至五早上繁忙時間服務（假期除外）                               |
| 281          | 大圍站             | ↺                                  | 新田圍                     | 九巴     | 循環線                                                                   |
| 281A         | 廣源               | ↔                                  | 九龍站                     | 九巴     |                                                                          |
| 281B         | 碩門邨             | →                                  | 尖沙咀東（麼地道）         | 九巴     | 只於平日早上繁忙時間服務（假期除外）                                     |
| 281E         | 尖沙咀（海防道）   | →                                  | 廣源                       | 九巴     | 只於星期一至五晚間繁忙時間服務（假期除外）                               |
| 281X         | 耀安               | →                                  | 尖沙咀東（麼地道）         | 九巴     | 只於平日早上繁忙時間服務（假期除外）                                     |
| 282          | 沙田市中心         | ↺                                  | 新田圍                     | 九巴     | 循環線                                                                   |
| 283          | 沙田市中心         | ↺                                  | 美松苑                     | 九巴     | 循環線                                                                   |
| 284          | 沙田市中心         | ↺                                  | 濱景花園                   | 九巴     | 循環線                                                                   |
| 285          | 火炭（駿洋邨）     | ↺                                  | 沙田市中心                 | 九巴     | 循環線                                                                   |
| 285A         | 火炭（駿洋邨）     | ↺                                  | 火炭站                     | 九巴     | 循環線，只於平日早上繁忙時間服務（假期除外）                             |
| 285A         | 火炭站             | ↺                                  | 火炭（駿洋邨）             | 九巴     | 循環線，只於平日晚間繁忙時間服務（假期除外）                             |
| 286A         | 沙田圍             | ↺                                  | 長沙灣                     | 九巴     | 循環線，只於每日早上繁忙時間服務                                         |
| 286C         | 馬鞍山（利安）     | ↔                                  | 長沙灣（海達邨）           | 九巴     |                                                                          |
| 286D         | 馬鞍山市中心       | ↔                                  | 深水埗                     | 九巴     | 只於星期一至五繁忙時間服務（假期除外）                                   |
| 286P         | 美松苑             | →                                  | 荔枝角站                   | 九巴     | 只於星期一至五早上繁忙時間服務（假期除外）                               |
| 286X         | 顯徑               | ↺                                  | 深水埗                     | 九巴     | 循環線                                                                   |
| 287          | 大學站             | ↺                                  | 西沙 十四鄉                | 九巴     | 循環線                                                                   |
| 287D         | 紅磡站             | →                                  | 錦英苑                     | 九巴     | 只於星期一至五晚間繁忙時間服務（假期除外）                               |
| 287P         | 沙田（水泉澳）     | →                                  | 油麻地                     | 九巴     | 只於星期一至五早上繁忙時間服務（假期除外）                               |
| 287X         | 沙田（水泉澳）     | ↺                                  | 佐敦                       | 九巴     | 循環線                                                                   |
| 288          | 水泉澳（上）       | ↺                                  | 沙田市中心                 | 九巴     | 循環線                                                                   |
| 288A         | 水泉澳             | →                                  | 沙田市中心                 | 九巴     | 只於星期一至五繁忙時間服務（假期除外）                                   |
| 288B         | 水泉澳             | →                                  | 禾輋                       | 九巴     | 只於星期一至五上課日服務（假期除外）                                     |
| 288B         | 火炭（駿洋邨）     | →                                  | 水泉澳                     | 九巴     | 只於星期一至五上課日服務（假期除外）                                     |
| 288C         | 水泉澳             | →                                  | 顯徑                       | 九巴     | 只於星期一至五早上繁忙時間服務（假期除外）                               |
| 289K         | 大學站             | ↺                                  | 富安花園                   | 九巴     | 循環線                                                                   |
| 289R         | 黃石碼頭           | ↔                                  | 沙田市中心                 | 九巴     | 只於星期六﹑日及公眾假期服務                                             |
| 290          | 坑口（北）         | ↔                                  | 荃灣西站                   | 九巴     |                                                                          |
| 290A         | 將軍澳（彩明）     | ↔                                  | 荃灣西站                   | 九巴     |                                                                          |
| 290E         | 將軍澳工業邨       | ↔                                  | 荃灣西站                   | 九巴     | 只於平日繁忙時間服務（假期除外）                                         |
| 290X         | 康城站             | ↔                                  | 荃灣西站                   | 九巴     |                                                                          |
| 291P         | 香港科技大學（南） | →                                  | 旺角                       | 九巴     | 只於星期一至五晚間繁忙時間服務（假期除外）                               |
| 292P         | 西貢               | →                                  | 觀塘                       | 九巴     | 只於平日早上繁忙時間服務（假期除外）                                     |
| 293S         | 坑口（銀澳路）     | ↔                                  | 美孚                       | 九巴     | 通宵路線                                                                 |
| 296A         | 尚德               | ↺                                  | 牛頭角站                   | 九巴     | 循環線                                                                   |
| 296C         | 尚德               | ↔                                  | 長沙灣（海盈邨）           | 九巴     |                                                                          |
| 296D         | 尚德               | ↔                                  | 九龍站                     | 九巴     |                                                                          |
| 296M         | 坑口站             | ↔                                  | 康盛花園                   | 九巴     |                                                                          |
| 296M         | 唐明苑             | →                                  | 康盛花園                   | 九巴     | 特別班次，只於星期一至五上課日服務（假期除外）                           |
| 296P         | 尚德               | ↔                                  | 荔枝角站                   | 九巴     | 只於星期一至五繁忙時間服務（假期除外）                                   |
| 297          | 寶林               | ↔                                  | 紅磡（紅鸞道）             | 九巴     |                                                                          |
| 297P         | 坑口（北）         | →                                  | 紅磡（紅鸞道）             | 九巴     | 只於星期一至五早上繁忙時間服務（假期除外）                               |
| 298          | 坑口站             | ↺                                  | 百勝角                     | 九巴     | 循環線，只於星期一至五繁忙時間（假期除外）及每日晚間服務                 |
| 298E         | 坑口（北）         | ↺                                  | 將軍澳工業邨               | 九巴     | 循環線，只於每日早上至中午提供服務                                       |
| 298F         | 坑口（北）         | ↺                                  | 將軍澳工業邨               | 九巴     | 循環線，只於每日中午過後提供服務                                         |
| 298X         | 坑口（北）         | ↔                                  | 美孚                       | 九巴     | 只於平日部分時間服務（假期除外）                                         |
| 299X         | 沙田市中心         | ↔                                  | 西貢                       | 九巴     |                                                                          |
| 580          | 沙田市中心         | ↔                                  | 西沙及十四鄉               | 城巴     | 只於星期六﹑日及公眾假期服務                                             |
| 581          | 馬鞍山市中心       | ↔                                  | 西沙及十四鄉               | 城巴     |                                                                          |
| 582          | 白石角             | ↺                                  | 西沙及十四鄉               | 城巴     | 循環線                                                                   |
| 790          | 清水灣半島         | ↔                                  | 尖沙咀（麼地道）           | 城巴     |                                                                          |
| 792M         | 西貢               | ↔                                  | 將軍澳站                   | 城巴     |                                                                          |
| 793          | 將軍澳工業邨       | ↔                                  | 蘇屋邨                     | 城巴     |                                                                          |
| 795          | 將軍澳工業邨       | ↔                                  | 長沙灣（海達邨）           | 城巴     | 只於星期一至五繁忙時間服務（假期除外）                                   |
| 795X         | 清水灣半島         | ↔                                  | 蘇屋邨                     | 城巴     |                                                                          |
| 796P         | 將軍澳站           | ↔                                  | 尖沙咀東                   | 城巴     |                                                                          |
| 796S         | 將軍澳站           | ↺                                  | 牛頭角站                   | 城巴     | 循環線，只於每日清晨及深宵服務                                           |
| 796X         | 將軍澳工業邨       | ↔                                  | 尖沙咀東                   | 城巴     | 平日上午繁忙時間以將軍澳站為起/終點站                                    |
| 797          | 日出康城           | ↺                                  | 新蒲崗                     | 城巴     | 循環線，平日早上部分班次以將軍澳工業邨為終點站                           |
| 797          | 日出康城           | →                                  | 新蒲崗                     | 城巴     | 特別班次，只於平日早上繁忙時間服務（假期除外）                           |
| 798          | 調景嶺站           | ↔                                  | 火炭（駿洋邨）             | 城巴     |                                                                          |
| 798A         | 康盛花園           | →                                  | 沙田站                     | 城巴     | 只於平日早上繁忙時間服務（假期除外）                                     |
| 798A         | 沙田市中心         | →                                  | 康盛花園                   | 城巴     | 只於平日晚上繁忙時間服務（假期除外）                                     |
| 798P         | 將軍澳工業邨       | ↔                                  | 大圍站                     | 城巴     | 只於平日早上繁忙時間服務（假期除外）                                     |
| 798X         | 將軍澳工業邨       | ↔                                  | 火炭（駿洋邨）             | 城巴     | 只於平日繁忙時間服務（假期除外）                                         |
| B1           | 天水圍（天慈邨）   | ↔                                  | 落馬洲站                   | 九巴     |                                                                          |
| B1           | 天水圍（天恩邨）   | ↔                                  | 落馬洲站                   | 九巴     | 特別班次，只於星期日及公眾假期服務                                       |
| B1           | 元朗（山水樓）     | ↔                                  | 落馬洲站                   | 九巴     | 特別班次                                                                 |
| B2           | 元朗站             | ↔                                  | 深圳灣口岸                 | 嶼巴     |                                                                          |
| B2P          | 天水圍（天慈邨）   | ↔                                  | 深圳灣口岸                 | 嶼巴     |                                                                          |
| B2X          | 天水圍（天耀邨）   | ↔                                  | 深圳灣口岸                 | 嶼巴     | 只於星期六、日及公眾假期服務                                             |
| B3           | 屯門碼頭           | ↔                                  | 深圳灣口岸                 | 城巴     |                                                                          |
| B3A          | 山景邨（景樂樓）   | ↔                                  | 深圳灣口岸                 | 城巴     |                                                                          |
| B3M          | 深圳灣口岸         | ↺                                  | 屯門站                     | 城巴     | 循環線                                                                   |
| B3X          | 屯門市中心         | ↔                                  | 深圳灣口岸                 | 城巴     |                                                                          |
| B7           | 上水（寶運路）     | ↔                                  | 香園圍口岸                 | 城巴     |                                                                          |
| B8           | 大圍站             | ↔                                  | 香園圍口岸                 | 城巴     |                                                                          |
| B9           | 屯門站             | ↔                                  | 香園圍口岸                 | 九巴     |                                                                          |
| B9A          | 元朗（西）         | ↔                                  | 香園圍口岸                 | 九巴     | 只於星期六、日及公眾假期提供服務                                         |
| N36          | 荃灣站             | ↺                                  | 梨木樹                     | 九巴     | 通宵路線，循環線                                                         |
| N39          | 荃灣站             | ↺                                  | 荃威花園                   | 九巴     | 通宵路線，循環線                                                         |
| N41X         | 紅磡站             | →                                  | 長宏                       | 九巴     | 只於每日深宵服務                                                         |
| N50          | 尖沙咀（九龍站）   | ↔                                  | 屯門（菁田邨）             | 城巴     | 只於每天深宵及清晨提供單向服務                                           |
| N73          | 落馬洲             | ↔                                  | 沙田市中心                 | 九巴     | 通宵路線                                                                 |
| N78          | 上水               | ↔                                  | 沙頭角                     | 九巴     | 只於每日深宵服務                                                         |
| N237         | 美孚               | ↺                                  | 葵盛                       | 九巴     | 通宵路線，循環線                                                         |
| N241         | 長宏               | ↔                                  | 紅磡站                     | 九巴     | 通宵路線                                                                 |
| N252         | 美孚               | →                                  | 屯門（三聖邨）             | 九巴     | 只於每日深宵服務                                                         |
| N260         | 美孚               | ↔                                  | 屯門碼頭                   | 九巴     | 通宵路線                                                                 |
| N269         | 美孚               | ↔                                  | 天水圍（天慈邨）           | 九巴     | 通宵路線                                                                 |
| N271         | 富亨               | ↔                                  | 紅磡站                     | 九巴     | 通宵路線                                                                 |
| N281         | 錦英苑             | ↔                                  | 紅磡站                     | 九巴     | 通宵路線                                                                 |
| N283         | 尖沙咀東（麼地道） | →                                  | 黃泥頭                     | 九巴     | 只於每日深宵服務                                                         |
| N287         | 尖沙咀東（麼地道） | →                                  | 烏溪沙站                   | 九巴     | 只於每日深宵服務                                                         |
| N290         | 荃灣西站           | ↔                                  | 康城站                     | 九巴     | 只於每天深宵及清晨提供單向服務                                           |
| N293         | 尚德               | ↔                                  | 旺角（柏景灣）             | 九巴     | 通宵路線                                                                 |
| N796         | 日出康城           | ↺                                  | 旺角                       | 城巴     | 通宵路線，循環線                                                         |
| N796         | 尖沙咀             | →                                  | 日出康城                   | 城巴     | 只於每日深宵服務，特別班次                                               |
| T74          | 梧桐寨             | ↔                                  | 觀塘碼頭                   | 九巴     | 只於星期一至五繁忙時間服務（假期除外）                                   |
| T80          | 美田               | →                                  | 九龍灣                     | 九巴     | 只於星期一至五早上繁忙時間服務（假期除外）                               |
| T80          | 顯徑               | →                                  | 九龍灣                     | 九巴     | 只於星期一至五早上繁忙時間服務（假期除外）                               |
| T270         | 粉嶺（祥華）       | ↔                                  | 尖沙咀東（麼地道）         | 九巴     | 只於星期一至五繁忙時間服務（假期除外）                                   |
| T277         | 上水               | ↔                                  | 藍田站                     | 九巴     | 只於星期一至五繁忙時間服務（假期除外）                                   |
| W3           | 上水               | ↔                                  | 佐敦（西九龍站）           | 九巴     |                                                                          |
| X42C         | 青衣（長亨）       | ↔                                  | 油塘                       | 九巴     |                                                                          |
| X42C         | 長康邨康祥樓       | →                                  | 油塘                       | 九巴     | 特別班次，只於星期一至五早上繁忙時間服務（假期除外）                     |
| X42P         | 青衣站             | →                                  | 藍田站                     | 九巴     | 只於星期一至五早上繁忙時間服務（假期除外）                               |
| X89D         | 馬鞍山（泥涌）     | ↔                                  | 觀塘碼頭                   | 九巴     | 只於星期一至五繁忙時間服務（假期除外）                                   |
| XB2          | 元朗站             | ↔                                  | 深圳灣口岸                 | 嶼巴     | 只於星期六、日及公眾假期提供服務                                         |

| 編號 | 路線             | 路線 | 路線               | 經營公司   | 備註                                       |
| ---- | ---------------- | ---- | ------------------ | ---------- | ------------------------------------------ |
| 14S  | 油塘             | ↺    | 將軍澳墳場         | 九巴       | 循環線，只於清明及重陽節服務               |
| 32P  | 圓玄學院         | ↔    | 荃灣（青山公路）   | 九巴       | 只於清明、盂蘭及重陽節服務                 |
| 36R  | 香港體育館       | →    | 石圍角             | 九巴       | 只於香港體育館舉行的活動結束後服務         |
| 38S  | 荃灣華人永遠墳場 | ↔    | 葵芳站             | 九巴       | 只於清明及重陽節服務                       |
| 41R  | 香港體育館       | →    | 長青               | 九巴       | 只於香港體育館舉行的活動結束後服務         |
| 46R  | 大圍站           | ↔    | 昂船洲軍營         | 九巴       | 只於昂船洲軍營開放日服務                   |
| 50R  | 香港體育館       | →    | 屯門（菁田邨）     | 城巴       | 只於香港體育館舉行的活動結束後服務         |
| 52S  | 屯門公路轉車站   | ↔    | 曾咀               | 九巴       | 只於清明及重陽節服務                       |
| 56S  | 屯門站           | ↔    | 曾咀               | 九巴       | 只於清明及重陽節服務                       |
| 61S  | 和合石           | ↔    | 屯門市中心         | 九巴       | 只於清明及重陽節服務                       |
| 63R  | 林村許願樹       | ↔    | 大埔墟站           | 九巴       | 只於農曆新年期間服務                       |
| 65R  | 佐敦（匯民道）   | →    | 天水圍（天瑞邨）   | 九巴       | 只於西九文化區舉行大型活動期間服務         |
| 67R  | 佐敦（匯民道）   | →    | 洪水橋（洪福邨）   | 九巴       | 只於西九文化區舉行大型活動期間服務         |
| 68R  | 元朗（形點）     | ↔    | 大棠               | 九巴       | 只於大棠舉行大型活動期間提供服務           |
| 70R  | 佐敦（匯民道）   | →    | 聯和墟             | 九巴       | 只於西九文化區舉行大型活動期間服務         |
| 70S  | 和合石           | ↔    | 紅磡站             | 九巴       | 只於清明及重陽節服務                       |
| 73S  | 和合石（橋頭路） | ↔    | 粉嶺站             | 九巴       | 只於清明及重陽節服務                       |
| 74S  | 和合石           | ↔    | 平田               | 九巴       | 只於清明及重陽節服務                       |
| 75R  | 大埔墟站         | ↔    | 龍尾泳灘           | 九巴       | 只於大埔龍尾沙灘節服務                     |
| 76S  | 和合石           | ↔    | 粉嶺站             | 九巴       | 只於清明及重陽節服務                       |
| 87R  | 香港體育館       | →    | 烏溪沙站           | 九巴       | 只於香港體育館舉行的活動結束後服務         |
| 90R  | 沙田站           | ↔    | 九巴沙田車廠       | 九巴       | 只於「九巴有請‧體驗日」活動期間服務        |
| 91A  | 鑽石山站         | →    | 清水灣             | 九巴       | 只於泳季期間之星期六、日及公眾假期服務     |
| 91A  | 清水灣           | →    | 彩虹邨紅萼樓       | 九巴       | 只於泳季期間之星期六、日及公眾假期服務     |
| 91R  | 清水灣           | →    | 彩明               | 九巴       | 只於泳季期間之星期六、日及公眾假期服務     |
| 98R  | 香港體育館       | →    | 坑口（北）         | 九巴       | 只於香港體育館舉行的活動結束後服務         |
| 236R | 佐敦（匯民道）   | →    | 荃灣站             | 九巴       | 只於西九文化區舉行大型活動期間服務         |
| 239R | 佐敦（匯民道）   | →    | 荃威花園           | 九巴       | 只於西九文化區舉行大型活動期間服務         |
| 241R | 佐敦（匯民道）   | →    | 長青               | 九巴       | 只於西九文化區舉行大型活動期間服務         |
| 246R | 佐敦（匯民道）   | →    | 麗瑤               | 九巴       | 只於西九文化區舉行大型活動期間服務         |
| 254R | 元朗（西）       | ↔    | 石崗軍營           | 九巴       | 只於石崗軍營開放日服務                     |
| 259R | 香港體育館       | →    | 屯門碼頭           | 九巴       | 只於香港體育館舉行的活動結束後服務         |
| 260R | 香港體育館       | →    | 屯門（兆康苑）     | 九巴       | 只於香港體育館舉行的活動結束後服務         |
| 269R | 香港體育館       | →    | 天水圍（天恆邨）   | 九巴       | 只於香港體育館舉行的活動結束後服務         |
| 270R | 香港體育館       | →    | 聯和墟             | 九巴       | 只於香港體育館舉行的活動結束後服務         |
| 271R | 香港體育館       | →    | 大埔（太和）       | 九巴       | 只於香港體育館舉行的活動結束後服務         |
| 272R | 佐敦（匯民道）   | →    | 大埔（太和）       | 九巴       | 只於西九文化區舉行大型活動期間服務         |
| 279S | 和合石           | ↔    | 青衣（長青邨）     | 九巴       | 只於清明及重陽節服務                       |
| 287R | 佐敦（匯民道）   | →    | 烏溪沙站           | 九巴       | 只於西九文化區舉行大型活動期間服務         |
| 298R | 佐敦（匯民道）   | →    | 坑口（北）         | 九巴       | 只於西九文化區舉行大型活動期間服務         |
| 796R | 香港體育館       | →    | 日出康城           | 城巴       | 只於香港體育館舉行的活動結束後服務         |
| 848  | 沙田馬場         | →    | 葵芳站             | 九巴       | 只於沙田馬場賽馬日服務                     |
| 868  | 沙田馬場         | ↔    | 屯門市中心         | 九巴       | 只於沙田馬場賽馬日服務                     |
| 869  | 沙田馬場         | →    | 天水圍市中心       | 九巴       | 只於沙田馬場賽馬日服務                     |
| 872  | 沙田馬場         | →    | 大埔中心           | 九巴       | 只於沙田馬場賽馬日服務                     |
| 872X | 沙田馬場         | →    | 大埔中心           | 九巴       | 只於沙田馬場賽馬日服務                     |
| 887  | 沙田馬場         | →    | 旺角（柏景灣）     | 九巴       | 只於沙田馬場賽馬日服務                     |
| 888  | 沙田馬場         | →    | 沙田站             | 九巴       | 只於沙田馬場賽馬日服務                     |
| 889  | 沙田馬場         | →    | 平田               | 九巴       | 只於沙田馬場賽馬日服務                     |
| 891  | 沙田馬場         | →    | 九龍城碼頭         | 九巴       | 只於沙田馬場賽馬日服務                     |
| 893  | 沙田馬場         | →    | 康盛花園           | 九巴       | 只於沙田馬場賽馬日服務                     |
| B7X  | 上水站           | →    | 香園圍口岸         | 城巴       | 只於指定星期六、日及公眾假期提供服務       |
| N43  | 荃灣站           | →    | 長宏               | 九巴       | 只於農曆新年期間服務                       |
| N48  | 灣景花園         | ↔    | 愉翠苑             | 九巴       | 只於農曆新年期間服務                       |
| N86  | 錦英苑           | ↔    | 沙田站             | 九巴       | 只於農曆新年期間服務                       |
| N243 | 青衣站           | →    | 長青               | 九巴       | 只於聖誕節及除夕凌晨期間服務               |
| N276 | 天慈             | ↔    | 新田               | 九巴       | 通宵路線，只於農曆新年期間服務             |
| NB2  | 深圳灣口岸       | ↺    | 元朗站             | 嶼巴       | 通宵路線，只於農曆新年期間服務             |
| NB3  | 屯門碼頭         | ↔    | 深圳灣口岸         | 城巴       | 通宵路線，只於農曆新年期間服務             |
| R78  | 粉嶺站           | ↺    | 新圍軍營           | 九巴       | 只於新圍軍營開放日服務                     |
| R230 | 荃威花園         | →    | 尖沙咀東（麼地道） | 九巴       | 只於渣打香港馬拉松舉行日服務               |
| R241 | 長宏             | →    | 尖沙咀東（麼地道） | 九巴       | 只於渣打香港馬拉松舉行日服務               |
| R260 | 屯門碼頭         | →    | 尖沙咀東（麼地道） | 九巴       | 只於渣打香港馬拉松舉行日服務               |
| R261 | 屯門（三聖邨）   | →    | 尖沙咀東（麼地道） | 九巴       | 只於渣打香港馬拉松舉行日服務               |
| R269 | 天水圍（天慈邨） | →    | 尖沙咀東（麼地道） | 九巴       | 只於渣打香港馬拉松舉行日服務               |
| R270 | 上水             | →    | 尖沙咀東（麼地道） | 九巴       | 只於渣打香港馬拉松舉行日服務               |
| R271 | 富亨             | →    | 尖沙咀東（麼地道） | 九巴       | 只於渣打香港馬拉松舉行日服務               |
| R283 | 黃泥頭           | →    | 尖沙咀東（麼地道） | 九巴       | 只於渣打香港馬拉松舉行日服務               |
| R287 | 烏溪沙站         | →    | 尖沙咀東（麼地道） | 九巴       | 只於渣打香港馬拉松舉行日服務               |
| R298 | 康盛花園         | →    | 尖沙咀東（麼地道） | 九巴       | 只於渣打香港馬拉松舉行日服務               |
| R796 | 日出康城         | →    | 尖沙咀東（麼地道） | 城巴       | 只於渣打香港馬拉松舉行日服務               |
| SP1  | 啟德體育園       | →    | 坑口（北）         | 九巴       | 只於啟德體育園舉行的活動結束後服務         |
| SP3  | 啟德體育園       | →    | 青富苑             | 九巴       | 只於啟德體育園舉行的活動結束後服務         |
| SP5A | 啟德體育園       | →    | 屯門碼頭           | 九巴       | 只於啟德體育園舉行的活動結束後服務         |
| SP5B | 啟德體育園       | →    | 屯門（和田邨）     | 城巴       | 只於啟德體育園舉行的活動結束後服務         |
| SP6  | 啟德體育園       | →    | 天水圍（天恆邨）   | 九巴       | 只於啟德體育園舉行的活動結束後服務         |
| SP7  | 啟德體育園       | →    | 上水               | 九巴       | 只於啟德體育園舉行的活動結束後服務         |
| SP9  | 啟德體育園       | →    | 日出康城           | 城巴       | 只於啟德體育園舉行的活動結束後服務         |
| SP12 | 啟德體育園       | →    | 新田               | 九巴、城巴 | 只於啟德體育園舉行的活動結束後服務         |
| ST1  | 九巴沙田車廠地下 | ↔    | 九巴沙田車廠天台   | 九巴       | 只於「九巴有請‧體驗日」活動期間服務        |
| X90  | 黃大仙站         | →    | 消防及救護學院     | 九巴       | 只於消防及救護學院大型活動舉辦當日提供服務 |
| X90  | 彩虹（紅萼樓）   | ←    | 消防及救護學院     | 九巴       | 只於消防及救護學院大型活動舉辦當日提供服務 |
| X797 | 調景嶺站         | ↔    | 消防及救護學院     | 城巴       | 只於消防及救護學院大型活動舉辦當日提供服務 |